# 东格阿马尔
东格阿马尔（Dungamal），是印度奥里萨邦Khordha县的一个城镇。总人口6206（2001年）。

## 人口
该地2001年总人口6206人，其中男性3933人，女性2273人；0—6岁人口540人，其中男268人，女272人；识字率82.58%，其中男性为89.78%，女性为70.13%。